# Vína
A vína az indiai szubkontinens kordofon hangszercsaládját foglalja magába. Ezek az ősi eredetű hangszerek sokféle variációvá fejlődtek, mint például lantok, citerák és ívhárfák.
Az észak-indiai dizájn, amelyet a hindusztáni klasszikus zenében használnak, egy csőcitera. 
A hárfa-vína eltűnésével párhuzamosan erősödött meg a citera- vagy „tökvína” elterjedése és kifejlődése. Mai meglehetősen testes változata két kiüregesített tök hangzótesttel és a közéjük elhelyezett rúddal készül, amelyen három-öt húr feszül és hídszerű érintők találhatók; a hangolókulcsok oldalt helyezkednek el.
A zenész, ha úgy kívánja, a szabad kezének ujjaival megállítja a rezonáló húrokat. 
A húrokat körömmel pengetik, de nem ritka a plektrumos játékmód sem. A vína virtuóz szólóhangszer, játékát más hangszerek, leggyakrabban az ütők csak kiegészítik.
A modern korban a vína már általánosan a szitár helyébe lépett az észak-indiai előadásokon.
A mitológiában Szaraszvatí istennő alakjához kapcsolódott.

## Jegyzetek

A hindu istennő, Szaraszvati ábrázolása egy vínával